# Szurguti járás
A Szurguti járás (oroszul Сургу́тский райо́н) Oroszország egyik járása Hanti- és Manysiföldön. Székhelye Szurgut.

## Népesség
- 2010-ben 113 515 lakosa volt, melyből 61 923 orosz, 9 190 tatár, 8 320 ukrán, 3 604 baskír, 2 896 hanti, 2 716 azeri, 2 665 nogaj, 2 135 kumik, 1 965 lezg, 1 691 üzbég, 1 654 csuvas, 1 528 tadzsik, 876 csecsen, 810 moldáv, 809 fehérorosz stb.